# Japanska namn

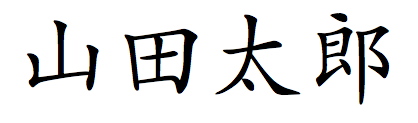
Yamada Tarō – ett typiskt japanskt mansnamn där familjenamnet står först och egennamnet sist. Yamada betyder ”Bergfält”.

Den vertikala skrivningen av Yamada Tarō.

Japanska namn (japanska: 日本人の氏名 nihonjin no shimei?), i betydelsen japanska personnamn, har sedan 1800-talet bestått av ett familjenamn eller släktnamn följt av ett egennamn. Mellannamn används i regel inte. Det tudelade namnet liksom ordningsföljden följer det östasiatiska namnbruk som också återfinns i Kina, Korea, Vietnam och ofta i Thailand.
Japanska personnamn skrivs vanligtvis i kanji, skrivtecken av kinesiskt ursprung. Kanji-tecknen i ett japanskt namn kan ha flera möjliga uttal, där bara ett av dem är korrekt för en viss person. Föräldrar kan också välja att använda hiragana eller katakana i namnet till sitt nyfödda barn. Hiragana- eller katakana-stavningar är fonetiska utydningar av ett visst uttal, och de saknar därför den bildliga betydelsen som de "kinesiska" skrivtecknen i ett namn har.
Historiska japanska namn, i regel de före Meijirestaurationen, byter i regel aldrig namnordning när de används i ett västerländskt sammanhang. Således heter exempelvis Tokugawa Ieyasu så även i väst. Däremot byts vanligen till västerländsk namnordning i västerländska texter, även om rekommendationer och efterlevnad varierat de senaste decennierna.

## Namn och tilltal
Japanska namn består av familjenamn eller släktnamn följt av ett givet namn. Man tilltalar varandra i regel med efternamnet, ofta direkt följt av -san (artigt) eller -sama (hovsamt). Detta gäller ofta även klasskamrater emellan, om man inte är nära vän. Nära vänner och familjemedlemmar tilltalas istället oftast med förnamn, ibland med det direkta tillägget -kun (ungefär "lillen") eller -chan (ungefär "lillan").
Mellannamn erkänns inte i Japan – åtminstone inte i västerländsk mening med en klar åtskillnad från ”dop”-namnet.
Japanska namn skrivs vanligen med fyra kanji (kinesiska tecken) men kan också skrivas med två, tre, fem eller med ett nödvändigt antal kana. Ett kanji kan ha ett flertal utläsningar och det kan finnas olika kanji som svarar mot ett och samma uttalade namn. Därför är det bara de vanligaste namntecknen som har en självskriven läsning.

## Många olika familjenamn
Japanska familjenamn är ytterst mångskiftande, och idag finns över 100 000 olika familjenamn i bruk i Japan. Vanliga familjenamn inkluderar Satō (佐藤), vanligast), Suzuki (鈴木), näst vanligast) och Takahashi (高橋), tredje vanligast)
Den här mångfalden står i stark kontrast mot situationen i jämförbara områden i Öst- och Sydostasien. I Kina finns bara några hundra familjenamn, och de 20 vanligaste täcker in halva befolkningen. I Korea finns kanske 250 familjenamn, och där motsvarar de tre vanligaste nästan hälften av befolkningen. I Vietnam har man 100 familjenamn, och där används de tre vanligaste av 60 procent av vietnameserna.
Den här skillnaden har sina rötter i historien. Kinesiska familjenamn har använts under årtusenden, och de har ofta varit symbol för en hel klan eller ett namn som tagits över från (obesläktade) ädlingar och i den formen sedan tagits över av koreaner och vietnameser. Den moderna japanska traditionen med familjenamn skapades så sent som på 1800-talet (jämför svenska efternamn), efter Meijirestaurationen.
Den sena introduktionen av familjenamn fick två effekter. Dels blev de allmän sed när landet redan skaffat sig en rejält stor befolkning, under det sena 1800-talet uppgick Japans befolkning till 30 miljoner, att jämföras med 300 000 runt år 0. Så japanska familjenamn har inte hunnit utsättas för något motsvarande namndöden i kinesisk kultur (till exempel genom giftermål eller politika händelser).
De japanska familjenamnen är olika vanliga beroende på region. Chinen (知念), Higa (比嘉) och Shimabukuro (島袋) är vanliga på Okinawa men ovanliga i övriga Japan, till stor del beroende på skillnader i språk och kultur mellan Yamatokulturen och den på Okinawa. Liksom i den svenska traditionen härstammar många japanska familjenamn från lokala naturbegrepp; exempelvis betyder Ishikawa (石川) 'stenig flod', Yamamoto (山本) 'foten av berget' och Inoue (井上) 'ovanför brunnen'.
Familjenamn följer relativt konsekventa regler. Egennamn är däremot mycket mer mångskiftande i uttal och skrivsätt. Vanliga namn har förutsägbart uttal och stavning. Många föräldrar väljer däremot namn med ovanliga skrivtecken eller uttal, där man både måste veta stavning och uttal för att kunna tolka dem rätt. Trenden med ovanligt uttal har blivit starkare sedan 1990-talet. Som ett exempel har vi det populära pojknamnet 大翔, som traditionellt uttytts som "Hiroto"; där har under senare år de alternativa uttalen "Haruto", "Yamato", "Daito", "Taiga", "Sora", "Taito", "Daito" och "Masato" blivit vanligare.
Pojknamn slutar ofta med -rō. Stavat 郎 betyder det 'son', men stavat 朗 betyder det istället 'klar, ljus', som i "Ichirō". Andra vanliga pojknamnsändelse är -ta (太 'stor, tjock'), som i "Kenta" och "-ichi" (一, 'förstfödde'), som i "Ken'ichi"), kazu. Namndelen kazu (skrivs också med 一 'förstfödd') kan kombineras med ett antal olika tecken, bland annat i "Kazuhiro". Namndelen ji (二, 'nästfödde, andre sonen') eller (次, 'den näste') finns i "Jirō". Dai (大, 'stor') återfinns i "Daiichi".
Flicknamn slutar ofta med -ko (子, 'barn'), som i "Keiko", eller med -mi (美, 'vacker'), som i "Yumi". Andra populära namnslut i flicknamn är -ka (香, 'doft' eller 花, blomma), som i "Reika", och -na (奈 eller 菜 – båda betyder 'grönska'), som i "Haruna".

## Presentation för utlänningar
Japanska namn för bruk utomlands anpassas ibland och ibland inte efter ett europeiskt namnskick med familjenamnet sist. Detta kan lätt leda till förvirring. I kommunikation med utlänningar har japaner under 1900-talet ofta(st) "västerlandiserat" namnet till ett med förnamn före efternamn. En modern trend som även rekommenderas i vissa japanska läroböcker i engelska är dock att använda den japanska namnordningen med efternamn före förnamn.

### Japanska namn på engelska

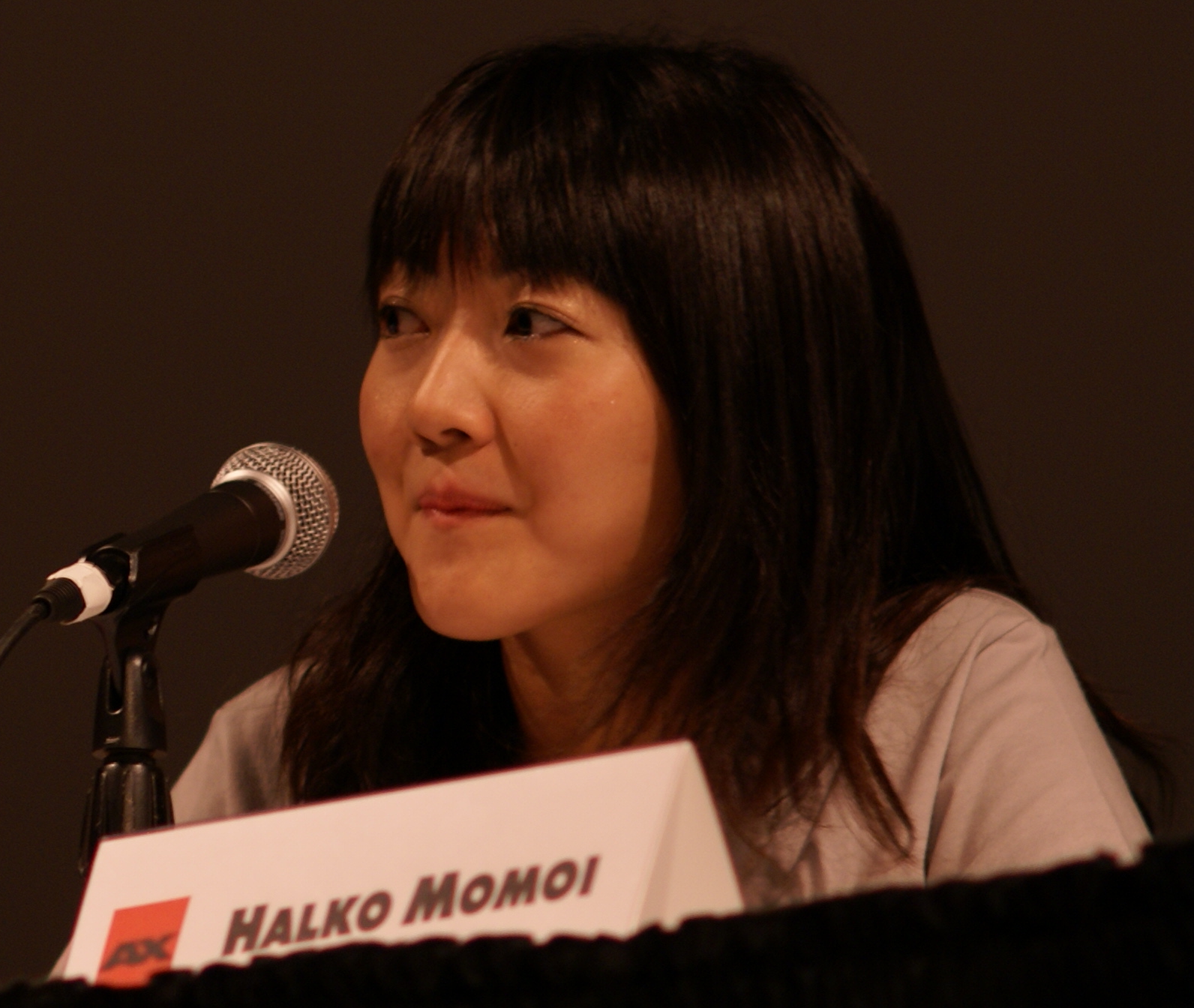
Haruko Momoi ("Förnamn Efternamn") vid 2007 års Anime Expo i Los Angeles. På hennes namnkort syns en stavning av hennes namn ("Halko Momoi") enligt västerländsk namnföljd, medan hennes japanska namn är 桃井はるこ, Momoi Haruko.

Under Meijieran började många engelskspråkiga publikationer presentera samtida japanska personnamn enligt västerländsk namnföljd, med "förnamnet" först och "efternamnet" sist. Den västerländska namnordningen sågs i Japan som en del av den västerländska kulturen som man var tvungen att lära sig för att visa att Japan inte var ett underutvecklat land. När japaner deltog i evenemang där västerlänningar deltog, använde japaner den västerländska namnordningen.
De flesta utländska publikationer vänder på namnordningen för nutida japaner, och de flesta japaner vänder sina egna namn när de tillverkar material för den utländska marknaden. En japansk (högre) tjänsteman har i regel två sidor på sina visitkort – ett på japanska avsett för andra japaner och med japansk namnordning, ett annat avsett för utlänningar och med västerländsk namnordning.
På engelska står många historiska gestalter fortfarande nämnda med familjenamnet först. Detta gäller särskilt i facklitteratur om Japan. Några böcker använder västerländsk namnordning för moderna japaner och japansk namnordning för gestalter som levde före Meijieran. Och andra böcker har ingen uttänkt namnordning alls. Shizuka Saeki på den engelskspråkiga tidskriften Look Japan sa: "Det här skapar huvudvärk inte bara för skribenter och översättare utan rör lika mycket till det för läsarna". Lynne E. Riggs på Society of Writers, Editors and Translators (SWET), en yrkesorganisation baserad i Tokyo, uttryckte sig så här: "När du publicerar en bok om Japan, presenterar du den för människor som vill veta mer om Japan. Så de är intresserade av att lära sig något nytt, något som är oförfalskat."
Edith Terry, författare till How Asia Got Rich, menade att eftersom japaner lär sig "bemästra" ett "västerländskt spel", är man både stolt över sina nyvunna kunskaper och samtidigt osäker på om "spelet" är enligt "västerländska" eller "japanska regler". Standardpresentationen av japanska namn i engelska skiljer sig från standardpresentationen av moderna kinesiska namn, eftersom moderna kinesiska namn inte brukar vändas till västerländsk namnordning – utom när kinesen/kinesiskan flyttat utomlands. Terry sade att "det var en av de sena 1900-talets ironier, det att Japan fortfarande var kluven i sin historiska strävan efter jämlikhet med Västerlandet, medan Kina gjorde upp sina egna regler, både i språket och i storpolitiken."
Saeki sa 2011 att de flesta japaner som skrev på engelska använde sig av västerländsk namnordning, men att några auktoriteter hade börjat främja en "återgång" till japansk namnordning, i ljuset av Japans under senare år allt större ekonomiska betydelse. Japan Style Sheet, SWET:s publikationsguide från 1998 om hur man producerar texter om Japan på engelska, förordar att man så mycket som möjligt använder sig av japansk namnordning, eftersom översättarna ville befrämja en konsekvens i hur man skriver namn.
1987 använde endast ett förlag av engelskspråkiga läroböcker i Japan japansk namnordning, medan sex av åtta förlag gjorde detsamma år 2001. December 2000 rekommenderade Rådet för nationalspråket inom Japans kulturministerium att man skulle börja använda japansk namnordning i engelskspråkiga publikationer, eftersom "det är i allmänhet önskvärt att personnamn skrivs och presenteras på ett sätt som bevarar deras unika form, utom när det gäller registreringar och liknande dokument med egna standarder". Språkrådet rekommederade att man använde versaler (YAMADA Taro) eller kommatecken (Yamada, Taro) för att förtydliga vilken del av namnet som var familjenamn och vilket som var det givna namnet.
I en opinionsundersökningen som Japans kulturråd lät utföra januari 2000, svarade 34,9 procent av de intervjuade att de föredrog japansk namnordning på engelska, medan 30,6 procent föredrog västerländsk namnordning och 29,6 procent inte valde någon före den andra.
1986 beslöt Japan Foundation att använda sig av den japanska namnordningen i alla sina publikationer. Strax efter millennieskiftet sa en talesman från stiftelsen att några SWET-publikationer, inklusive populära tidningar på engelska, fortsatt att använda västerländsk namnordning. SWET:s publikationsguide från 2001 rekommenderar att använda olika namnordning beroende på sammanhang. Till exempel förordar man västerländsk namnordning i publikationer – bland annat konferensmaterial – för läsare som är mindre kunniga i japanska seder och bruk.